# Odontomyia americana
Odontomyia americana är en tvåvingeart som beskrevs av Francis Day 1882. Odontomyia americana ingår i släktet Odontomyia och familjen vapenflugor. Inga underarter finns listade i Catalogue of Life.